# CAL
CAL (Conversational Algebraic Language) é uma linguagem de programação e um ambiente integrado de desenvolvimento projetado e desenvolvido por Butler Lampson na Berkeley em 1967.
O projeto de CAL foi baseado na JOSS mas tinha novas características e era implementado para o computador SDS 940. Lampson disse que "muitas das suas técnicas foram adotadas por Tymshare para o seu sistema SuperBasic". 